# كوديم بالاوي
كوديم بالاوي (الاسم العلمي:Codiaeum palawanense) هو نوع من النباتات يتبع جنس الكوديم من الفصيلة الفربيونية. تم وصف هذا النوع من النبات علمياً لأول مرة من قبل أدولف دانيال ألمر سنة 1911. سمي هذا النوع نسبةً إلى جمهورية بالاو.